# Christian Vest Hertel
Christian Vest Hertel (født 1. maj 1748 i Vester Mariæ Sogn på Bornholm, død 9. juli 1817) var en dansk præst og historisk forfatter. 
Hertel blev student fra Aarhus Katedralskole 1769. Han dyrkede så ivrig litteraturhistorien, at han nær havde opgivet teologien, men 1774 tog han dog attestats. Efter et par år at have været amanuensis hos Stiftsprovst Monrad i Aarhus var han fredagsprædikant i Vor Frelsers Kirke på Christianshavn og var samtidig huslærer hos bogtrykker Ernst Henrich Berling. I 1784 blev han præst ved Frederiks Hospital og giftede sig samme år med Mette Kirstine Riise, en præstedatter fra Nimtofte. I 1789 kaldtes han til sognepræst i Ørslev, 1798 til residerende kapellan ved Aarhus Domkirke og 1811 til Øster Tørslev, da de dyre tider ikke gav tilstrækkeligt udkomme i det ham så kære Aarhus. Hertel har i tidsskrifter meddelt en del afhandlinger, der er af mindre betydning; derimod udgav han 1809-11 Forsøg til en antikvarisk-historisk Beskrivelse over Aarhus Dom- og Kathedralkirke, der er et med stor flid samlet arbejde med righoldige oplysninger i mange retninger. Han ender det vemodig med, at hans næste arbejde skal være en auktionskatalog over hans i bedre tider samlede bøger, skilderier og kobbere.